# Sky Tower Dubai
Em construção.
O Sky Tower Abu Dhabi é um arranha-céus de 379 metros e 83 andares em construção em Abu Dhabi, Emirados Árabes Unidos. O edifício contará com escritórios e apartamentos residenciais.